# Joseph Beerli
Joseph Beerli (ur. 22 grudnia 1901, zm. 4 września 1967 w Stans) – szwajcarski bobsleista. Dwukrotny medalista olimpijski z Garmisch-Partenkirchen.
Igrzyska w 1936 były jego jedyną olimpiadą. Triumfował w czwórkach, a w dwójkach – w parze z Fritzem Feierabendem zajął drugie miejsce. Trzykrotnie stawał na podium mistrzostw świata, w 1939 sięgając po złoto w czwórkach.